# A-135

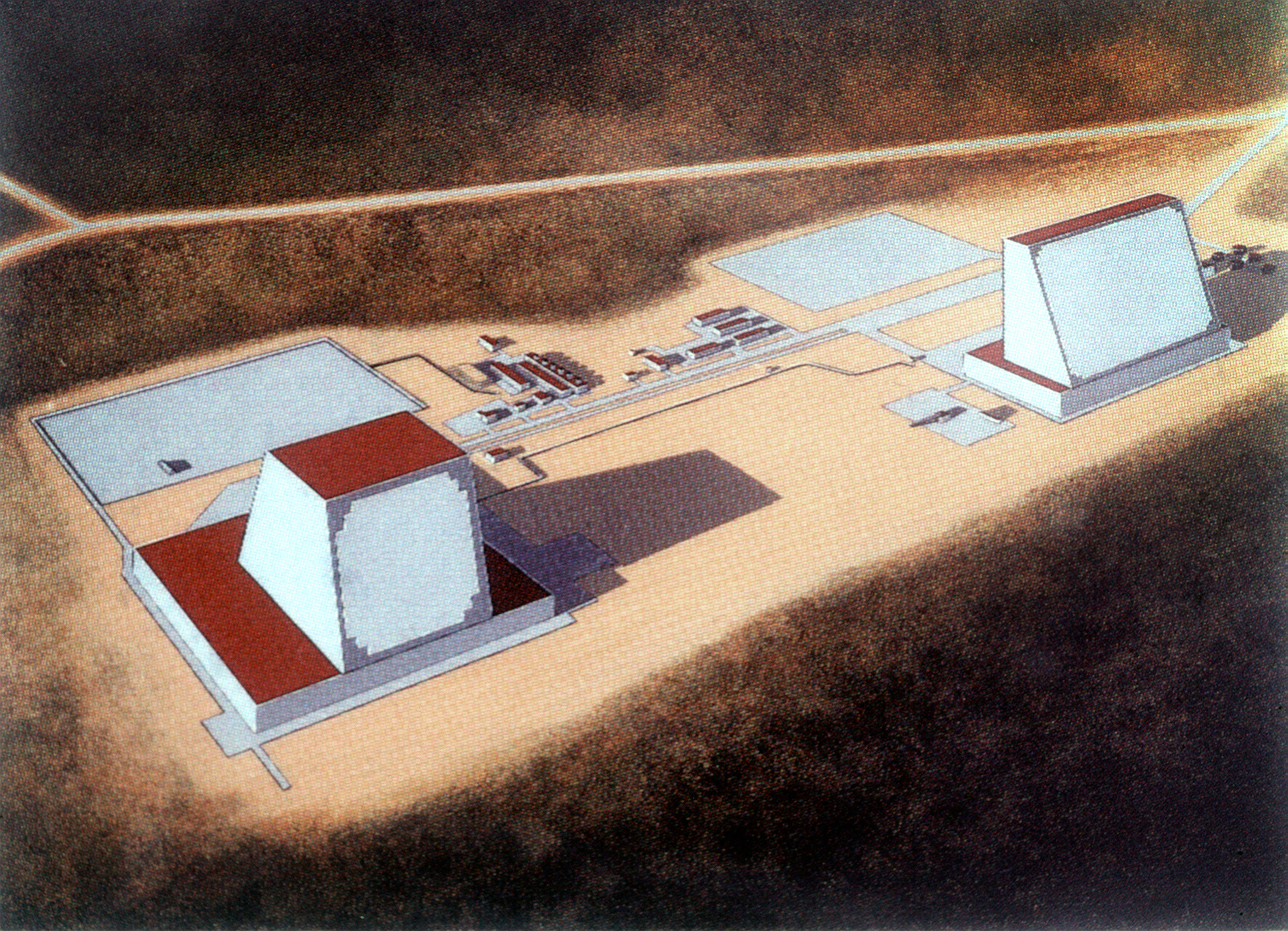
Minh họa khác trong những năm 1980 của một cơ sở Daryal (Pechora).

Phòng thủ tên lửa (PTTL) của Moskva А-135 — hệ thống phòng thủ tên lửa của thành phố Moskva. Được dùng để «loại bỏ việc tấn công hạt nhân có tổ chức vào thủ đô và vùng công nghiệp trung tâm của Nga».
Việc chế tạo được bắt đầu vào năm 1971.

## Thành phần

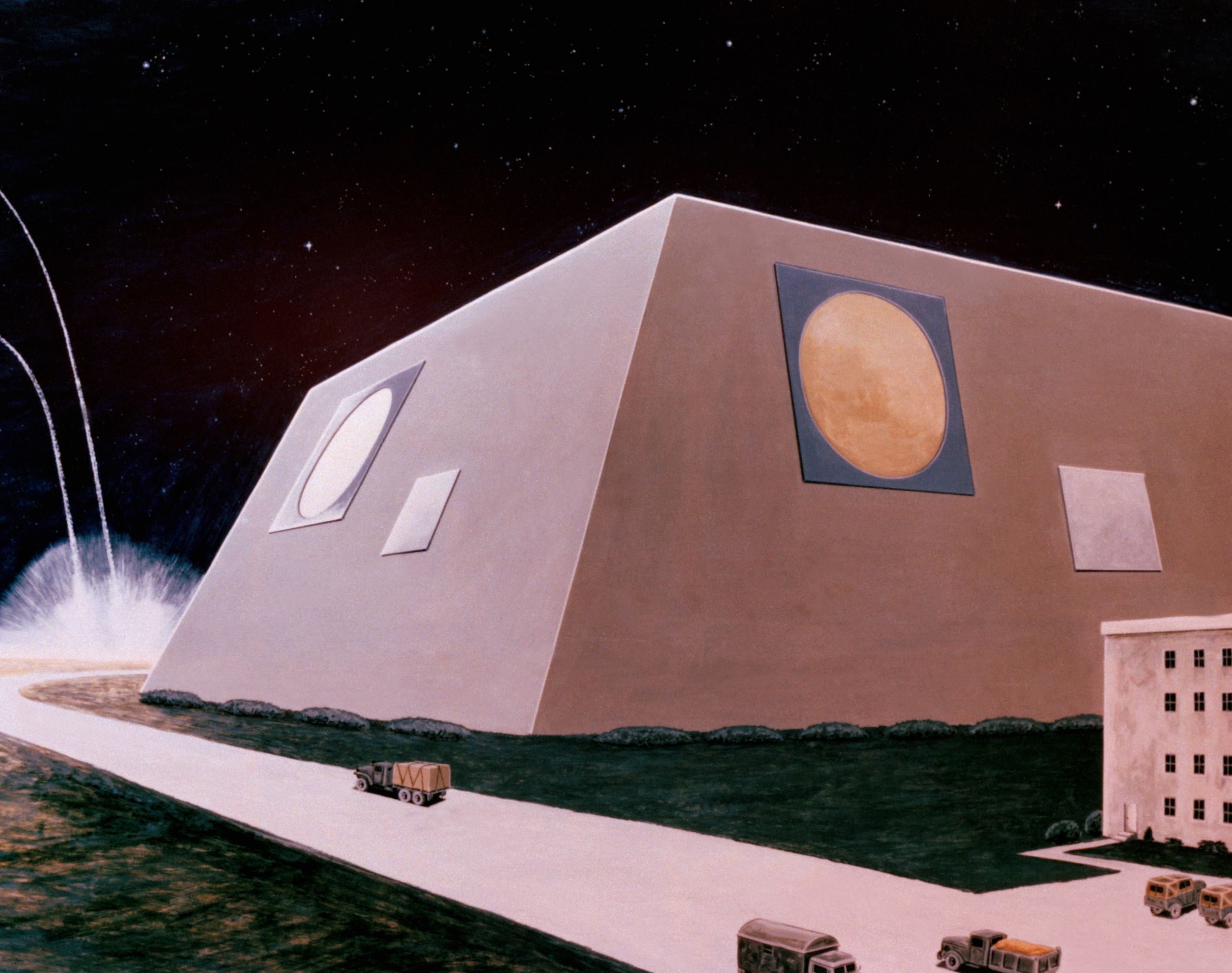
Minh họa trong những năm 1980 của ra-đa PTTL Don-2NP.

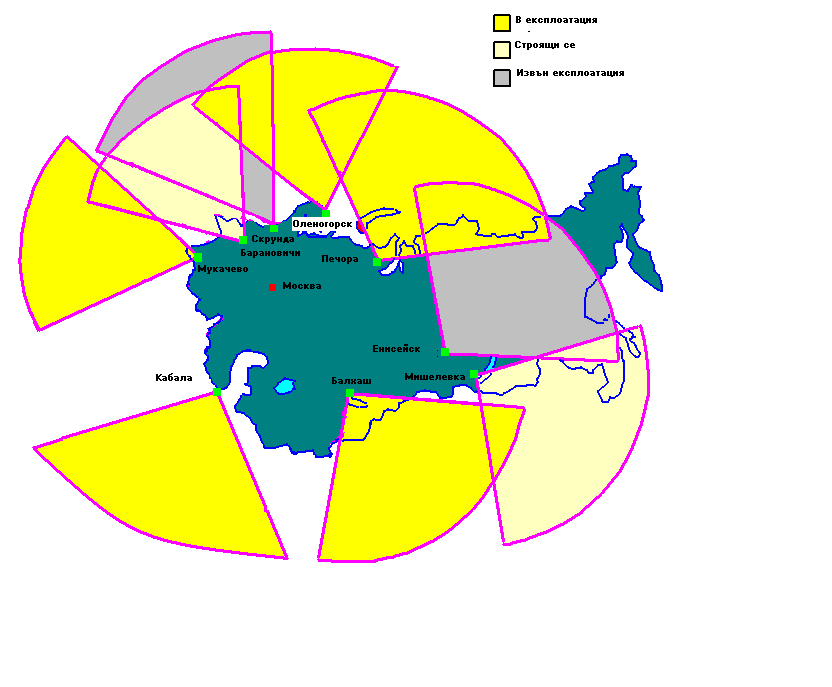
Radars Daryal

- Trạm định vị sóng (TĐVS) «Don-2N» ngoại ô Moskva, tại thành phố Sofrino. Tọa độ của TĐVS «Don-2N» 56°10’23.84"B 37°46’8.22"Đ
- Siêu máy tính Elbrus 2
- 68 tên lửa 53Т6, dùng để đánh chặn trên không, được phân bố tại năm vùng vị trí.
- 32 tên lửa 51Т6 «Azov», dùng để đánh chặn các giới hạn trên không, được phân bố tại hai vùng vị trí.
- Trạm chỉ huy — thành phố Solnechnogorsk.